# ليفاديا (سيرري)
ليفاديا (Λιβαδιά) هي مدينة في سيرري في مقاطعة فوريا إلادا في اليونان.